# Terra (Eugenio in Via Di Gioia)
Terra è un singolo del gruppo musicale italiano Eugenio in Via Di Gioia, pubblicato il 6 aprile 2022.

## Video musicale
Il videoclip del brano, diretto da Niccolò Roberto Roccatelli, è stato pubblicato lo stesso giorno dell'uscita del singolo sul canale YouTube del gruppo. Mostra le fasi di realizzazione della scritta Ti amo ancora in piazza San Carlo a Torino, realizzata dalla band insieme ad altre 150 persone, che ha conquistato il Guinness dei primati per la dichiarazione d’amore più grande del pianeta scritta per terra, notizia falsa frutto di un pesce d'aprile del gruppo.

## Tracce
1. Terra – 3:25